# Bere Gratis
Bere Gratis este o formație românească de muzică pop-rock fondată în 1998 la București.

## Membri
- Mihai "Miță" Georgescu, n. 2 februarie 1980, București (voce)
- Robert Anghelescu (clape)
- Marian Damian (baterie)

- Mihai Munteanu (chitară)
- Radu Vastag (chitară bas)

## Biografie
Formația Bere Gratis a fost înființată în 1998 de Mihai 'Miță' Georgescu (voce), Robert Anghelescu (clape) și Marius Dobre (chitară), trei băieți ce cântau la acea vreme în formația "Ghost". Împreună cu Mihai 'Magga' Suciu (baterie) și Marius Mirea (chitară bas) au pus bazele unei noi formații pe care au numit-o Bere Gratis la sugestia unui bun prieten, Alexandru Catona (Cato). Data simbolică de naștere a formației este 20 septembrie.
- 1998

Primele înregistrări au fost făcute în ultima parte a anului 1998, iar piesa "Fără rușine" a apărut pe compilația "Tu poți fi vedeta" (la A&A Records), alături de alți artiști în lansare: Stigma, Drepturi Egale, Zenit, Carmen Stanciu, New Entry, MBX, Profil, Harap-Alb, Sens Unic, Rapsodique, Pur și Simplu.
- 1999

În primăvara lui 1999 Matei Damian-Ulmu ia locul lui Marius Dobre la chitară.
Piesele "Cea mai frumoasă fată" și "Ce mișto" sunt înregistrate în Magic Sound Studio (casa de producție "East & Art") și publicate pe primul CD single al formației.
În vara anului 1999, Ovidiu Hălmăgean (ex-Genius) devine producătorul formației, cu ajutorul acestuia trupa înregistrând în Studio Voices (Iași) primul album în perioada noiembrie-decembrie 1999.
- 2000

Primăvara anului 2000 marchează semnarea primului contract de producție (cu casa de discuri Nova Music Entertainment) și apariția pe piață a primului album, "De vânzare" (25 mai 2000).
Piesa "Ce mișto", primul single de promovare al acestui album, intră ulterior în listele de heavy-rotation ale radiourilor.
Următoarele piese promovate au fost "Ultrafete" și "Curtea școlii" (piesă apărută în toamna anului 2000).
- 2001

Noi schimbări au loc în componența formației: cu Vlad Vedeș la bas și Oliver Sterian la baterie apare al doilea album intitulat "Vino mai aproape" (28 noiembrie 2001), album prin care Bere Gratis se impune în peisajul muzical pop-rock românesc.
Primul single de pe acest album a fost "Unu Mai". Au urmat "Señor, señor", "Vino mai aproape" (piesă compusă de Mihai și inspirată din viața unuia dintre prietenii formației) și "Nebun" (piesă compusă de Robert în 1996).
- 2002

În februarie 2002, Marian Săracu îl înlocuiește la baterie pe Oliver Sterian.
În vara anului 2002 trupa face o deplasare în Fribourg, Elveția, unde înregistrează (la "Relief Studio") trei dintre piesele următorului album: "La tine aș vrea să vin", "Străzi albastre" și "Cineva mă iubește".
Cristi Solomon se alătură trupei în calitate de producător muzical.
În noiembrie 2002 este lansată melodia "Străzi albastre", piesă compusă de Robert.
- 2003

În prima parte a anului, noua piesă "La tine aș vrea să vin" s-a menținut câteva săptămâni în primele 10 locuri ale Romanian Top 100.
Pe 26 iunie 2003 este lansat în cadrul unui concert susținut "La Motoare" (București) cel de-al treilea album al formației, intitulat "Acolo sus". Sound-ul mult îmbogățit dovedește creșterea din punct de vedere muzical al formației.
Al treilea single de pe albumul "Acolo sus", intitulat "Poveste de oraș", este lansat cu ocazia aniversării a 5 ani de la înființarea formației (în septembrie 2003). Piesa este compusă de Vlad, inspirat fiind de evenimentele din viața lui Robert.
- 2004

Pe 26 ianuarie 2004 a avut loc concertul "Electrika", primul mare eveniment dintr-o serie de concerte ce au folosit aceeași locație - Teatrul Național din București - devenită reprezentativă pentru spectacolele aniversare.
Pe 7 iulie 2004, la Hollywood Multiplex București este lansat oficial DVD-ul "Electrophonica - Live la TNB", înregistrat cu ocazia concertului aniversar de 5 ani, primul DVD surround al unei formații românești.
În toamna anului 2004 este lansat "Post Restant", al patrulea album al trupei, iar primul single promovat de pe acest album a fost "Eu nu am să te las" (în luna noiembrie).
- 2005

7 februarie 2005 este data unui nou mega-concert la Teatrul Național din București intitulat "Post Restant". Playlist-ul a conținut atât piese mai vechi, cât și piese de pe albumul omonim lansat în a doua parte a anului trecut.
În luna martie începe promovarea single-ului "Câmpuri de luptă", iar după câteva luni, piesa "Post Restant" își face apariția pe posturile TV muzicale cu un videoclip extras din concertul de lansare a albumului.
- 2006

Pe 29 aprilie 2006 este lansat videoclipul primului extras pe single de pe viitorul album, piesă intitulată "Speranța din priviri".
Pe 1 iunie 2006 formația lansează printr-un concert la Music Club (București) E.P.-ul "Ediție de buzunar".
Din luna septembrie 2006 începe promovarea piesei "Ce n-a văzut Parisul".
- 2007

Luna februarie marchează noi schimbări în componența formației: Matei Damian-Ulmu părăsește formația, iar Vlad Vedeș îl înlocuiește la chitară. Pe postul vacant (chitară bas) vine Nicu Avram.
În luna iulie băieții de la Bere Gratis se deplasează în Elveția, unde participă la Festivalul "Eté T'chaux 2007" din localitatea La Chaux-de-Fonds. Formația a evoluat sub numele "The Postcards", nume sub care au lansat și un E.P. cu două piese în limba engleză, "Where We Go" ("Unde mergem") și "Rosy" ("Câmpuri de luptă"). Discul a fost realizat de Dom Torche în "Relief Studio" (Fribourg) și publicat la casa de discuri W2prod - Wave2prod SA (Elveția).
Pe 30 octombrie 2007 este lansat videoclipul piesei "În brațe" ce a precedat următorul album Bere Gratis intitulat "Revoluție de catifea" (apărut pe piață în luna decembrie 2007).
- 2008

Pe 21 martie se filmează videoclipul unui nou extras pe single de pe acest album, piesa "Curcubeu".
Finalul anului 2008 aduce câteva piese noi, dintre care "Vacanță la Roma" - extrasă pe single - a fost aleasă pentru a promova următorul mega-concert aniversar.
- 2009

Pentru 10 ani de activitate artistică, pe 23 februarie 2009 formația "Bere Gratis" a oferit concertul aniversar "Bere Gratis - 10 ani", în aceeași locație de sărbătoare - Teatrul Național București. Un spectacol de excepție în care muzica, versurile, luminile și emoțiile au creat, într-adevăr, o atmosferă de neuitat!
La mijlocul lunii iunie a apărut albumul "Bere Gratis - Live X", un dublu CD audio înregistrat cu ocazia concertului aniversar din februarie. Piesa care promovează acest nou material marca Bere Gratis este "Gloria".
În cadrul Festivalului Internațional "Cerbul de aur 2009" ce a avut loc în Brașov în perioada 2-6 septembrie, două piese din repertoriul Bere Gratis s-au auzit în secțiunea Interpretare. Rusul Nikolay Demidov a ales "Curcubeu", iar estonianul Rolf Jr. a cântat într-o manieră originală piesa "În brațe". Festivalul s-a deschis cu un moment al evergreen-urilor în care Mihai a interpretat piesa "I want to break free" a legendarei formații Queen.
În luna decembrie Bere Gratis definitivează un nou album de studio intitulat "Pe marele ecran". Discul conține, pe lângă "Vacanță la Roma" și "Gloria", încă 8 piese nou-nouțe și un remix. Piesa care a promovat acest disc este "Pas în doi".
În anul 2009 băieții de la Bere Gratis au participat la câteva acțiuni cu scop civic: "March on Stage" la Hard Rock Cafe București (în sprijinul copiilor cu Sindromul Down), "Gala UNICEF în România" (ajunsă la a treia ediție și găzduită de TVR) și două acțiuni ecologice: "Mișcarea de reciclare" (primul proiect național de educare a publicului larg în privința reciclării) și "ECO Litoral" (pentru ecologizarea litoralului românesc). Una dintre cele mai importante campanii umanitare ale anului 2009 (Campania 858 pentru înființarea departamentului de cardiochirurgie la Spitalul de copii "Marie Curie" din București) s-a încheiat pe 26 iulie 2009 printr-un concert la care cap de afiș au fost formațiile Bere Gratis și Bucharest Wind Orchestra (prima orchestră simfonică de suflători din România).
- 2010

În ianuarie Vlad Vedeș și Nicu Avram părăsesc formația. Bere Gratis continuă cu doi colaboratori, Marius "Neuro" Bob (chitară) și Radu Vaștag (bas).
În luna martie piesa "Pas în doi" obține premiul pentru "Cel mai bun cântec pop-rock" al anului 2009, distincție acordată la Galele Premiilor Radio România Actualități.
Activitățile caritabile la care formația Bere Gratis a participat au continuat în 2010 cu concertul "Cântec pentru Haiti" (pe 19 februarie) dedicat copiilor din acest stat afectat de un puternic seism. Acțiunile umanitare organizate de Fundația "Salvați-vă Îngerii" în scopul strângerii de fonduri pentru noul Spital de copii Marie Curie din București nu au lăsat indiferente personalitățile din viața culturală, socială și sportivă a României. Alături de nume mari ale muzicii pop și rock românești, Bere Gratis a participat pro-bono la mega-concertul "Rock pentru Viață" organizat pe 1 iunie, de Ziua Copilului, iar pe 1 septembrie Mihai a jucat "Fotbal pentru Viață" într-un meci caritabil care a reunit zeci de sportivi și artiști pe același teren pentru o cauză umanitară.
A doua parte a lunii decembrie aduce pe piață un nou album Bere Gratis ce poartă titlul "O colecție". Regăsim "o colecție" de cântece sensibile, pline de speranță și optimism, un album liniștitor, tocmai bun de ascultat la gura sobei alături de cei dragi în preajma sărbătorilor de iarnă. Albumul conține doar balade, piese compuse în cei 12 ani de activitate ai formației și rearanjate, precum și două melodii noi: "Stai pe același drum" și "Flori de câmp la fereastră".
2011
Un nou concert Bere Gratis cu binecunoscuta marcă ”TNB” a avut loc pe 28 februarie, un mărțișor muzical la care au participat invitați de marcă: Gheorghe Zamfir ("Iertat", "Îți mai aduci aminte"), Paula Seling ("Stai pe același drum"), Smiley ("La dolce vita"), Guess Who ("hEroina") și Robert Turcescu ("Ce mișto"). Intitulat "Stai pe același drum", concertul de la Teatrul Național din București a lansat cel mai recent album al formației, "O colecție".  În Gala Premiilor Radio România Actualități din luna martie, piesa "Stai pe același drum" a fost desemnată "Cel mai bun cântec pop-rock" al anului 2010. Printre cele aproximativ 40 de concerte ale anului susținute în cadrul unor evenimente publice în cluburi, săli de spectacole și aer liber se pot aminti "Live în Garajul Europa FM" (București), Festivalul "Sinaia Forever", seria concertelor de pe Plaja Belona (Eforie Nord) și momentele susținute în cadrul unor evenimente cu caracter sportiv (Finala Cupei României Timișoreana - Brașov, Marele Marș Ciclist al Bucureștiului și Gala sportului românesc - București).
2012
Ca un preambul la următorul album al trupei sunt lansate două noi piese: la începutul lunii ianuarie - "Ringul de dans", un cântec indie-pop cu influențe electro(nice), iar pe 2 mai în direct la Europa FM - "Povestea mea". Pe 30 mai a avut loc un nou concert "Live în Garajul Europa FM" prilejuit de lansarea celui de-al 8-lea album de studio al formației, intitulat "În fața ta". Albumul a fost distribuit în exclusivitate cu Gazeta Sporturilor din 14 iunie. Următorul eveniment major pe care Bere Gratis l-a susținut a fost concertul "În fața ta" ce a avut loc pe 19 noiembrie la Teatrul Național București și a promovat cel mai recent album al formației. Invitații speciali în concert (Elena Gheorghe și Călin Goia) au realizat alături de alți artiști, prieteni și colaboratori, momente memorabile în cadrul acestui spectacol excepțional. Setlist-ul a conținut atât piese de pe noul album lansat în acel an, cât și piese mai vechi înregistrate în cei 14 ani de activitate ai trupei. Pentru a susține campania umanitară "Împreună pentru cei mici - SMS 8844" destinată renovării blocului operator din Clinica de Chirurgie a Spitalului "Marie Curie" din București, Bere Gratis a compus melodia "Mie îmi pasă de îngerii mei", piesă interpretată împreună cu corul Accoustic condus de dirijorul Daniel Jinga.
2013
Acest an a deschis seria unor colaborări de succes cu artiști din muzica autohtonă: Bere Gratis a lansat două noi single-uri, "Două inimi" (cu Giulia, în luna mai) și "O lume nebună" (featuring Zhao, în decembrie). Pentru a sărbători cei 15 ani de existență, formația și-a întâlnit “ecoul” (publicul) în cadrul unor spectacole cu invitați speciali (Paula Seling, Giulia, Ioana Anuța, Zhao, Shift), precum și în concertul aniversar "Două inimi - Bere Gratis 15 ani" (și totodată primul turneu național al formației) care a trecut prin 6 orașe (Brașov, Galați, Suceava, Iași, Sibiu și Alba Iulia). O a doua parte a acestui turneu este preconizată pentru lunile februarie-martie 2014.

## 2014
Concertul aniversar "Bere Gratis - Două inimi", cu ocazia împlinirii a 15 ani de activitate, a avut loc la Sala Polivalentă din București pe 1 aprilie.

## 2015
La cinematograful Patria, pe 8 martie, Bere Gratis a pus în scenă povestea ta de iubire printr-un concert live emoționant, "Noapte caldă", aducând mai aproape de sufletele fanilor emoție și muzică, într-o evadare romantică din cotidian.

## 2016
Din luna ianuarie, Mihai "Meme" Munteanu îl înlocuiește pe Marius Bob la chitară.
Pe 27 octombrie, la Sala Palatului din București, Bere Gratis și-a serbat majoratul în concertul aniversar "18 ani, frate!". Invitat special: maestrul Gheorghe Zamfir.
Sfârșitul anului aduce un nou album: "Tonomatul de vise".

## Discografie
- De vânzare (LP, 2000)
- Vino mai aproape (LP, 2001)
- Acolo sus (LP, 2003)
- Electrophonica (LP live, 2004)
- Post Restant (LP, 2005)
- Ediție de buzunar (EP, 2006)
- Where We Go / Rosy (EP, 2007, "Relief Studio" Fribourg, Elveția)
- Revoluție de catifea (LP, 2007)
- Vacanță la Roma (Single, 2009)
- Live X (LP live, 2009)
- Pe marele ecran (LP, 2009)
- O colecție (LP, 2010)
- În fața ta (2012)
- Tonomatul de vise (2016)

## Videoclipuri
- Ce mișto (2000)
- Ultra fete (2000)
- Unu Mai (2001)
- Señor, señor (2001)
- Vino mai aproape (2001)
- Nebun (2002)
- Străzi albastre (2003)
- La tine aș vrea să vin (2003)
- Poveste de oraș (2003)
- Cineva mă iubește (2004)
- Îți mai aduci aminte (2004)
- Eu nu am să te las (2004)
- Câmpuri de luptă (2005)
- Post Restant (2005)
- Speranța din priviri (2006)
- În brațe (2007)
- Curcubeu (2008)
- Stai pe același drum (2010)
- Noapte caldă feat. Sore (2014)
- Tot așa e și a mea (2015)
- Daria (2016)
- Frate (2016)
- Cum e dragostea (2017)
- Îndrăgostiți (2017)
- La tine as vrea sa vin feat. Lora (2018)
- Dor (2018)